# Danh sách vườn quốc gia tại Ý
Vườn quốc gia Ý là các khu bảo tồn thiên nhiên vùng đất, biển, sông hồ của một hoặc nhiều hệ sinh thái nguyên vẹn (hoặc chỉ bị con người can thiệp một phần) hoặc hình thành địa chất địa mạo, đa dạng sinh học để phục vụ cho bảo vệ tự nhiên, khoa học, văn hóa, thẩm mỹ, giáo dục hoặc giải trí.
Theo danh sách chính thức về các khu vực tự nhiên được bảo vệ (EUAP) của Cục bảo vệ thiên nhiên thuộc Bộ Môi trường, Ý hiện có 25 vườn quốc gia bảo vệ khu vực có diện tích 1.500.000 hecta (15.000 km²), tương ứng với khoảng 6% của lãnh thổ quốc gia.
Vườn quốc gia Abruzzo, Lazio và Molise được thành lập vào năm 1921-1922 là vườn quốc gia đầu tiên được thành lập tại Ý, trong khi vườn quốc gia Đảo Pantelleria được thành lập vào năm 2016 là vườn quốc gia mới nhất được hình thành. Calabria là một vườn quốc gia cũ được thành lập vào năm 1968, sau đó bị xóa bỏ để lần lượt sáp nhập với vườn quốc gia Aspromonte vào năm 1994 và Vườn quốc gia Sila năm 2002.
Dưới đây là danh sách các vườn quốc gia tại Ý.

## Danh sách
| Tên                                                       | Hình ảnh | Diện tích                                   | Năm thành lập |
| --------------------------------------------------------- | -------- | ------------------------------------------- | ------------- |
| Vườn quốc gia Abruzzo, Lazio và Molise                    |          | 49.680 ha                                   | 1921 -1922    |
| Vườn quốc gia Gran Paradiso                               |          | 71.043 ha                                   | 1922          |
| Vườn quốc gia Circeo                                      |          | 5.616 ha                                    | 1934          |
| Vườn quốc gia Stelvio                                     |          | 130.734 ha                                  | 1935          |
| Vườn quốc gia Aspromonte                                  |          | 64.153 ha                                   | 1989          |
| Vườn quốc gia Dolomiti Bellunesi                          |          | 15.030 ha                                   | 1990          |
| Vườn quốc gia Gran Sasso và Monti della Laga              |          | 141.341 ha                                  | 1991          |
| Vườn quốc gia Cilento, Vallo di Diano và Alburni          |          | 178.172 ha                                  | 1991          |
| Vườn quốc gia Majella                                     |          | 62.828 ha                                   | 1991          |
| Vườn quốc gia Gargano                                     |          | 118.144 ha                                  | 1991          |
| Vườn quốc gia Val Grande                                  |          | 11.340 ha                                   | 1992          |
| Vườn quốc gia Pollino                                     |          | 171.132 ha                                  | 1993          |
| Vườn quốc gia Rừng Casentinesi, Monte Falterona, Campigna |          | 31.038 ha                                   | 1993          |
| Vườn quốc gia Monti Sibillini                             |          | 69.722 ha                                   | 1993          |
| Vườn quốc gia Quần đảo Maddalena                          |          | 5.100 ha (15.046 ha diện tích mặt biển)     | 1994          |
| Vườn quốc gia Vesuvius                                    |          | 7.259 ha                                    | 1995          |
| Vườn quốc gia Quần đảo Toscano                            |          | 16.856 ha (56.766 ha diện tích bề mặt biển) | 1996          |
| Vườn quốc gia Asinara                                     |          | 5.170 ha                                    | 1997          |
| Vườn quốc gia Gennargentu                                 |          | 73.935 ha                                   | 1998          |
| Vườn quốc gia Cinque Terre                                |          | 3.860 ha                                    | 1999          |
| Vườn quốc gia Appennino Tosco-Emiliano                    |          | 26.148 ha                                   | 2001          |
| Vườn quốc gia Sila                                        |          | 73.695 ha                                   | 2002          |
| Vườn quốc gia Alta Murgia                                 |          | 68.033 ha                                   | 2004          |
| Vườn quốc gia Appennino Lucano - Val d'Agri - Lagonegrese |          | 68.996 ha                                   | 2007          |
| Vườn quốc gia Đảo Pantelleria                             |          | 6.560 ha                                    | 2016          |

## Vườn quốc gia dự kiến
- Vườn quốc gia Costa Teatina[3][4]
- Vườn quốc gia Quần đảo Egadi và bờ biển Trapani
- Vườn quốc gia Quần đảo Eolie
- Vườn quốc gia Monti Iblei
- Vườn quốc gia Matese
- Vườn quốc gia Portofino
- Vườn quốc gia liên vùng châu thổ sông Pô[5].